# Aepycamelus
Aepycamelus és un gènere extint de camèlid, anteriorment anomenat Alticamelus, que visqué durant el Miocè, fa entre 9,4 i 16,3 milions d'anys. El seu nom deriva del grec αἰπύς, 'alt i escarpat' i κάμελος - 'camell'. Per tant, alticamelus significa 'camell alt' en llatí. Aepycamelus caminava sobre els dits dels peus. A diferència de camèlids anteriors, tenia coixinets com els dels camells actuals.